# Лав'яно
Лав'яно (італ. Laviano) — муніципалітет в Італії, у регіоні Кампанія,  провінція Салерно.
Лав'яно розташований на відстані близько 270 км на південний схід від Рима, 90 км на схід від Неаполя, 50 км на схід від Салерно.
Населення — 1458 осіб (2014).
Щорічний фестиваль відбувається 17 травня. Покровитель — San Pasquale Baylon.

## Демографія
Населення за роками:

Станом на 1 січня 2023 року в муніципалітеті офіційно проживало 35 іноземців з 7 країн, серед них 25 громадян країн Євросоюзу та 3 громадяни України.

## Сусідні муніципалітети
- Капозеле
- Кастельгранде
- Кастельнуово-ді-Конца
- Колліано
- Муро-Лукано
- Пескопагано
- Сантоменна
- Вальва